# Champ-Laurent
Champ-Laurent település Franciaországban, Savoie megyében. Lakosainak száma 31 fő (2022. január 1.). Champ-Laurent Bourget-en-Huile, Chamoux-sur-Gelon, Montendry, Le Pontet, La Table és Villard-Léger községekkel határos.

## Népesség
A település népességének változása:
| Lakosok száma | 40   | 39   | 36   | 34   | 33   | 31   | 31   | 31   |
|               | 2013 | 2015 | 2017 | 2018 | 2019 | 2020 | 2021 | 2022 |